# سرخس حرشفي الشعر
سرخس حرشفي الشعر (الاسم العلمي: Polypodium lepidotrichum) هو نوع نباتي يتبع جنس السرخس من فصيلة السرخسية.